# Vittorio Ruglioni
Vittorio Ruglioni (Pratovecchio, 6 febbraio 1936 – Venezia, 28 marzo 2003) è stato un pittore italiano.

## Biografia
Ruglioni nasce a Pratovecchio, un paese toscano in provincia di Arezzo, nel 1936. Il padre Giuseppe era veterinario. Fin da piccolo, Vittorio mostra una spiccata propensione verso il disegno, prediligendo in epoca giovanile la tecnica ad acquerello. Il padre per motivi di lavoro si trasferisce in Veneto, a Conegliano, in provincia di Treviso. Vittorio, quindi, dopo la maturità classica, si iscrive al corso di laurea in medicina veterinaria, seguendo le orme paterne. Si laurea a Bologna. Intanto conosce Tullia, che diventerà sua moglie e madre delle loro due figlie, nate entrambe negli anni '60.
Nel 1965 cambia nuovamente residenza, e addirittura nazione, spostandosi per lavoro in Svizzera, dove esercita la sua professione di veterinario al confine italiano. Resterà lì fino al 1973. Conosce Felice Filippini, di cui frequenta spesso e con grande interesse lo studio pittorico e ne diventa amico per tutta la vita. Si trasferisce nuovamente a Venezia per lavorare al porto ma abita a Mestre con tutta la sua famiglia. Si iscrive alla facoltà di filosofia a Venezia insieme alla figlia maggiore ma non discuterà mai la tesi, pur avendo completato tutti gli esami. Inizia anche un lungo periodo di frequentazione con lo scrittore Piero Chiara, che in più occasioni scriverà di lui.
Per l'ultima volta, si trasferisce a Gorizia, dove lavora nell'ufficio veterinario doganale della frontiera con la Slovenia. Poco dopo essere andato in pensione, scompare a Mestre all'età di 67 anni.

## I cicli pittorici
Fin dall'inizio della sua attività di pittore, che non è mai stata un lavoro a tempo pieno, quanto più una seconda occupazione, Ruglioni mira alla rappresentazione esistenziale dell'uomo, fatto che lo farà paragonare al movimento dei neo-figurativi. Verso la fine degli anni '70, la sua produzione si accentua in modo drammatico, con insistente uso di tonalità grigie. Subito dopo, in ogni caso, si ispira a Marcel Proust e dipinge il ciclo chiamato All'ombra delle fanciulle in fiore, caratterizzato da tonalità decisamente più vive e sgargianti. Segue quindi un ciclo dedicato ai Travestiti. Nel 1987-88 è influenzato dallo scrittore francese Louis-Ferdinand Céline e dal suo romanzo Casse-pipe, realizzando quadri che sottolineano la maturità ormai raggiunta. Tra la fine degli anni '90 e l'inizio dei 2000, dopo alcuni viaggi intrapresi intorno al mondo insieme alla moglie, dipinge altri due tra i suoi cicli più apprezzati ed espressivi: il primo, dedicato all'ambiente spagnolo del tango, e il secondo, ispirato a Manhattan, in cui, oltre a dipingere scene di vita americana di tutti i giorni, illustra anche l'orrore avvenuto al momento del crollo delle Torri Gemelle dell'11 settembre 2001.
Alcune sue serigrafie sono conservate presso il Museo d'arte di Gallarate.